# Csallóközi Farkas Lőrinc
Csallóközi Farkas Lőrinc, Cs. Farkas Lőrinc (Lakszakállas, 1898. január 18. – Budapest, 1973. december 28.) festőművész.

## Életrajza
Tanulmányait a budapesti Képzőművészeti Főiskolán kezdte, ezt követően a nagybányai és a kecskeméti művésztelepeken tanult. Ferenczy Károly, Zemplényi Tivadar és Révész Imre voltak a mesterei. Műveit 1918-tól állította ki a Műcsarnokban és országos csoportos kiállításokon szerepelt velük. 1927-ben megbízták, hogy szervezze meg a gyulai művésztelepet. Művei közül többet őriz a Magyar Nemzeti Galéria és a nürnbergi Germán Múzeum.
1935-ben feleségül vette Budapesten a kolozsvári születésű, 31 éves Bauer Margitot.